# ماتيا بوبان
ماتيا بوبان (بالسلوفينية: Matija Boben)‏ (26 فبراير 1994 بليوبليانا في سلوفينيا - ) هو لاعب كرة قدم سلوفيني في مركز الدفاع.

## روابط خارجية
- ماتيا بوبان على موقع قاعدة بيانات كرة القدم.إي يو (الإنجليزية)
- ماتيا بوبان على موقع ناشيونال فوتبول تيمز (الإنجليزية)
- ماتيا بوبان على موقع Soccerway.com (الإنجليزية)
- ماتيا بوبان على موقع عالم كرة القدم.نت (الإنجليزية)